# Edelreis
Ein Edelreis (Plural: Edelreiser) ist ein wenige Zentimeter langes Teilstück einer Rute einer Edelsorte, ein Edelauge ist die Knospe. Es wird bei der Pflanzenveredelung und bei der Standortveredelung verwendet.

## Edelreis
Die abgeschnittenen einjährigen Triebe der wertvollen Sorte werden auf die Unterlage – einen Wurzelstock speziell für diesen Zweck oder eine Sorte minderer Qualität – aufgepfropft.
Diese Technik wird etwa zur Vermehrung von Rebsorten verwendet, die sonst anfällig für einen Befall mit der Reblaus wären.

## Edelauge
Ein Edelauge benötigt man für das Okulieren auf eine Unterlage (zum Beispiel Rosen, Obstgehölze, Ziergehölze).
Man kann das Edelauge im Mai bis Juni (Nordhemisphäre; auf der Südhemisphäre jeweils 6 Monate versetzt) einsetzen (Okulation auf das treibende Auge); dann treibt das Edelauge im selben Jahr aus. Wird es während Juni bis August (Okulation eines schlafenden Auges) eingesetzt, treibt das Edelauge im darauf folgenden Jahr aus.